# Erik Westerlind
Erik Alfred Westerlind, född 12 november 1914 i Karlstads församling i Värmlands län, död 18 maj 1990 i Oscars församling i Stockholm, var en svensk ämbetsman.

## Biografi
Westerlind avlade politices magister-examen 1943 och filosofie licentiat-examen 1947. Han tjänstgjorde i Finansdepartementet och Sveriges riksbank 1943–1945, var amanuens vid Finansdepartementet 1945–1946, var sekreterare i riksbanken 1946–1949 och utnämndes till kapten i ingenjörtruppernas reserv 1947. Åren 1949–1958 tjänstgjorde han vid Finansdepartementet: som byråchef och ledare för nationalbudgetarbetet 1949–1953, som byråchef i statssekreterarens avdelning 1953–1954 och som statssekreterare 1954–1958. Westerlind var landshövding i Stockholms län tillika civilbefälhavare i Östra civilområdet 1959–1967, varpå han var landshövding i Kalmar län 1968–1981.
Westerlind var också ledamot och ordförande i flera statliga utredningar, främst ekonomiska och näringslivspolitiska.
Erik Westerlind är begravd på Norra begravningsplatsen utanför Stockholm.